# سليم أبو إسماعيل
سليم أبو إسماعيل (1891 - 13 ديسمبر 1953) هو صحفي ومحامي ومؤرخ درزي لبناني. من دير بابا بقضاء الشوف، هاجر إلى الأرجنتين في 1915 وأصدر جريدة الأرجنتين العربية وبقي هناك نحو عشر سنوات، ثم عمل محاميا وقاضياً بلبنان. له كتاب الدروز يبحث وجودهم وتاريخهم.

## سيرته
ولد سليم أبو إسماعيل بن ملحم بن زين الدين في دير بابا بقضاء الشوف و تلقى علومه الأولى في مدرسة القرية ثم في دير القمر ثم سافر إلى الأرجنتين حيث أنشأ جريدة عربية في بيونس أيرس في 1915 وسماها الأرجنتين وبقي في المهجر نحو عشر سنوات ثم عاد إلى قريته دير بابا، وتعاطى بعض الأعمال التي لم يستقر فيها ومنها إنشاء أول معمل آلي لعصر الزيتون في المنطقة. ثم ذهب إلى سوريا فأنهى دراسته العالية وتخرج محامياً في كلية الحقوق في دمشق، وعاد إلى بيروت يتدرج في مكتب المحامي زكريا اللبابيدي ثم سجل إسمه في نقابة المحامين في بيروت في 16 أغسطس 1927.

عين في ملاك القضاء في تاريخ 23 أبريل 1928 في طرابلس. ثم نقل إلى وظيفة مدعي عام في الشمال. وفي سنة 1940 اقيل لأسباب سياسية فانصرف إلى البحث والتأليف. فألف كتاب الدروز سنة 1953 وأنشاء مؤسسة التاريخ الدرزي التي صدر عنها كتاب الدروز وكان تعد المواضيع وتشتري الوثائق وتطبع الکتب وتساعد على نشر ما له علاقة بالطائفة الدرزية. 

توفي سليم أبو إسماعيل في 13 ديسمبر 1953.

## آثاره
- الدروز،‌ وجودهم ومذهبهم وتوطنهم أو كتاب الدروز.[5]